# 金木和也
金木 和也（かねき かずや、1992年4月18日 - ）は、日本の作詞家、作曲家、シンガーソングライター。滋賀県出身。

## 略歴
2009年 ジミ・ヘンドリックスのライブ映像に感銘を受け、ギターを始める。
2011年 「アロエスカッシュ」のボーカルギターとして10代限定ロックフェス「閃光ライオット2011」にファイナリストして出演後、ソロ活動開始。
2012年 「LOTTE Sony Music『歌のあるガム』プロジェクト2012 NEXT」にてソニーミュージック賞を受賞。
2014年 「ラッキー」が映画「アオハライド」挿入歌として使用される。

## 作品

### 自主制作盤
| 枚  | 発売日         | タイトル              | 収録曲 | 備考               |
| --- | -------------- | --------------------- | --- | ------------------ |
| 1st | 不明           | 冬のカケラ/春に降る雪 | 冬のカケラ 春に降る雪                                                                                                   | ライブ会場限定販売 |
| 2nd | 不明           | 歌の力                | 不明 | ライブ会場限定販売 |
| 3rd | 2012年         | うたかた              | - うたかた - Storyteller - Devil's way - スキのしるしのキス - 街角 - 君と悪魔と世界の終わり - リリィ - サヨナラパレット | ライブ会場限定販売 |
| 4th | 2017年9月9日   | #1                    | サラアライ 星降る夜に腰振る奴らめ                                                                                       | ライブ会場限定販売 |
| 5th | 2017年12月10日 | #2                    | またたび ばかやろう | ライブ会場限定販売 |
| 6th | 2018年9月24日  | #3                    | - 糸 - 星降る夜に腰振る奴らめ - サラアライ - 四半世紀ボーイ - 欲しがりましょう 勝つまでは - またたび                    | ライブ会場限定販売 |

### ミニアルバム
| 枚  | 発売日        | タイトル | 収録曲                                                                                       | 規格品番      | レーベル        |
| --- | ------------- | -------- | -------------------------------------------------------------------------------------------- | ------------- | --------------- |
| 1st | 2014年10月1日 | LUCKY    | - ラッキー - ワンダーランド - ダーウィン - リアル - もう少しだけ - タイムマシーンについて    | CD：LNCM-1068 | Mastard Records |
| 2nd | 2016年2月3日  | 最終兵器 | - ダンシャリーナ - 恋に恋して - やんなっちゃうな - 恋ならいいのに - 東京 - 声                | CD：LNCM-1131 | Mastard Records |
| 3rd | 2017年1月18日 | 大人     | - がらんどう - No rain,No rainbow. - 肌荒れ - 幸せへのまわりみち - 不幸だった - そっと大人に | CD：LNCM-1178 | Mastard Records |

### 配信限定Single
| 枚  | 発売日         | タイトル | 備考                                          | レーベル      |
| --- | -------------- | -------- | --------------------------------------------- | ------------- |
| 1st | 2019年12月10日 | うみのこ | 日本財団「海と日本Project」キャンペーンソング | MAGAO Records |

### タイアップ
| 楽曲     | タイアップ                                    |
| -------- | --------------------------------------------- |
| ラッキー | 映画「アオハライド」挿入歌                    |
| うみのこ | 日本財団「海と日本Project」キャンペーンソング |

## 楽曲提供等 参加作品
（アーティスト名50音順）
King & Prince
- 幸せがよく似合うひと（作詞・作曲）

THE SUPER FRUIT
- 青い果実（作詞・ギター）日本テレビ「バズリズム02」オープニング曲
- I My Me Meow（作詞・ギター）

菅田将暉
- ばかになっちゃったのかな（作詞・作曲・共編曲）

鷹嶺ルイ
- 夢ができたの（作詞）

初恋のテサキ
- 星の宵（共作曲）
- 星の宵 TV Ver.（共作曲・ギター・ベース・ブルースハープ） テレビ東京 ドラマ25「日本ボロ宿紀行」主題歌

ボクセカ
- 純情列伝（作詞・作曲）※未音源化曲

松室政哉
- AS ONE（作詞） 日東リバティCMソング
- 大人の階段 駆けおりない？（共作詞）
- 神様のいない街（作詞・コーラス）
- サラバ記念日（共作詞）
- いい感じ（作詞）
- 陽だまり（作詞）
- 出逢いなおし（作詞）
- dopamine（作詞）スマイルリゾート「2022/23 ウィンターシーズン」CMソング
- うつけもの（作詞）
- 夢煩い（作詞）
- 愛だけは間違いないからね（作詞） BS松竹東急オリジナルドラマ「かりあげクン」主題歌
- ゆけ。（作詞） テレビ朝日木曜ドラマ「六本木クラス」挿入歌
- 星屑箱（作詞）
- フレンチブルドッグ（作詞・ギター）
- 人生はロマネスクさ（作詞） フジテレビ「サン！シャイン」2025年8月・9月エンディングソング
- コンバート（作詞） テレビ東京系アニメ「ボールパークでつかまえて!」第10話 スペシャルエンディングテーマ
- 渚のメイキャップ（作詞）

ミドリカワ書房
- 饗応学生（ギター）

峯脇
- マシンガンラブ（作詞）

世が世なら!!!
- いとしき世界（作詞・ギター）
- たりないぶんはキスをして（作詞）
- 小さな革命（作詞・ギター）

### コンピレーションアルバム参加
「サヨナラパレット」
- 「閃光ライオット2011」（2011年12月14日）

「ラッキー」
- 「アオハライド”MUSIC RIDE”」（2014年12月10日）

## 出演

### ラジオ
- BUMP MUSIC（2016年7月 - 2017年3月、ZIP-FM）